# Proiettore di diapositive

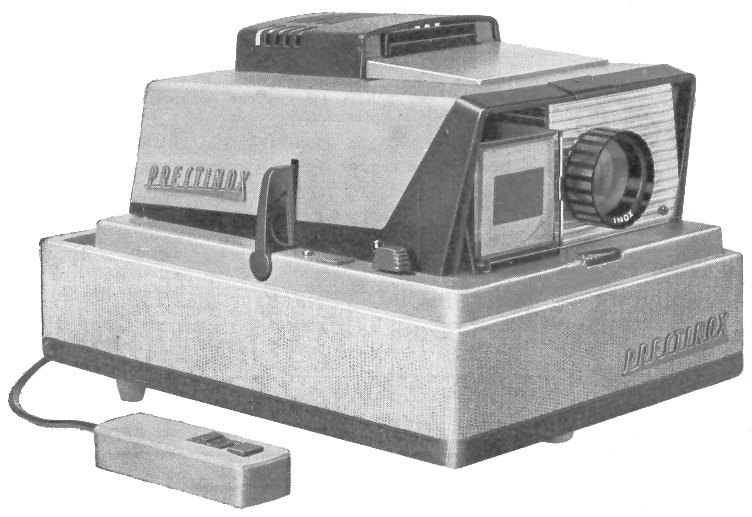
Proiettore di diapositive del 1960

Un proiettore di diapositive è un'apparecchiatura ottico-meccanica per proiettare su uno schermo una serie di diapositive.

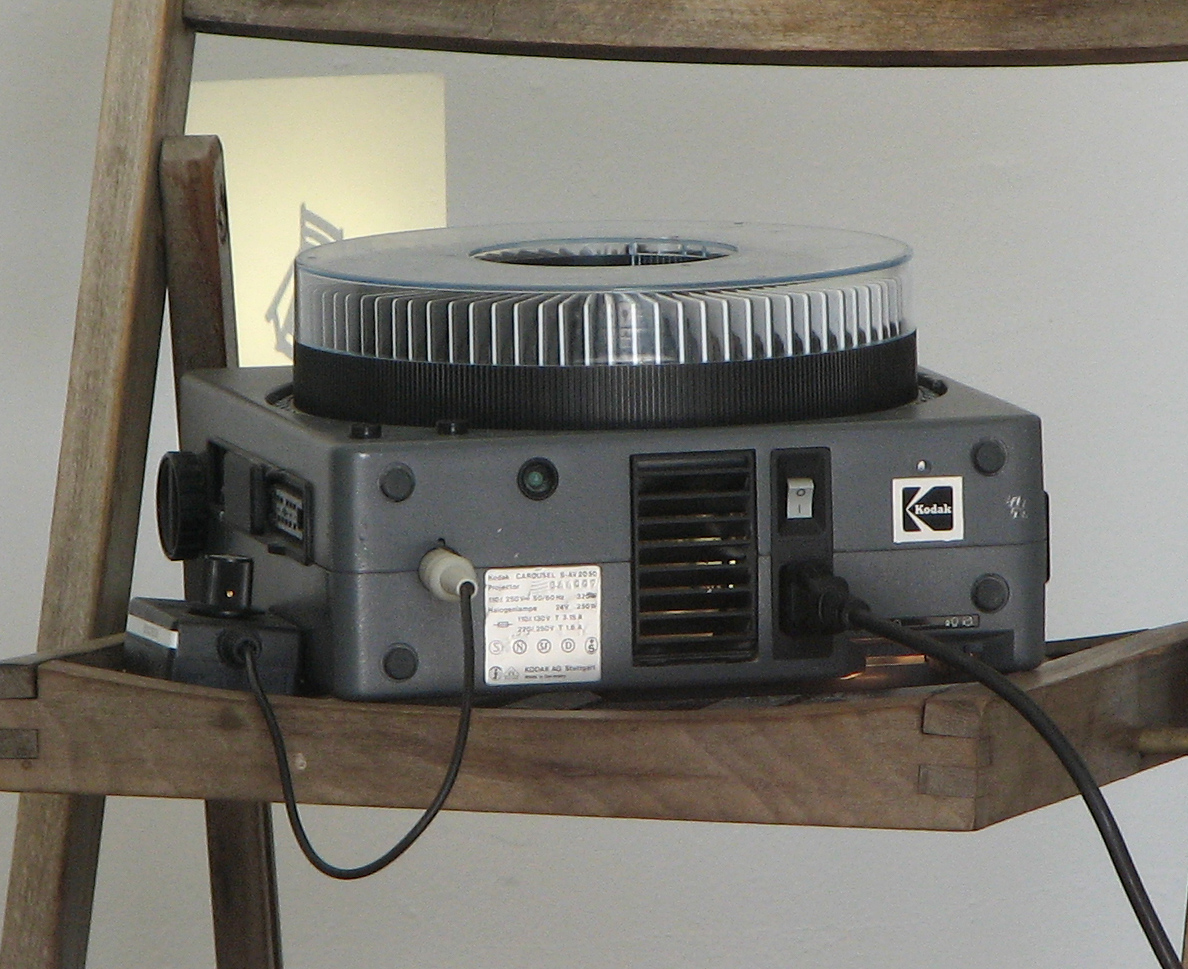
Retro di un proiettore di diapositive a carosello

## Storia

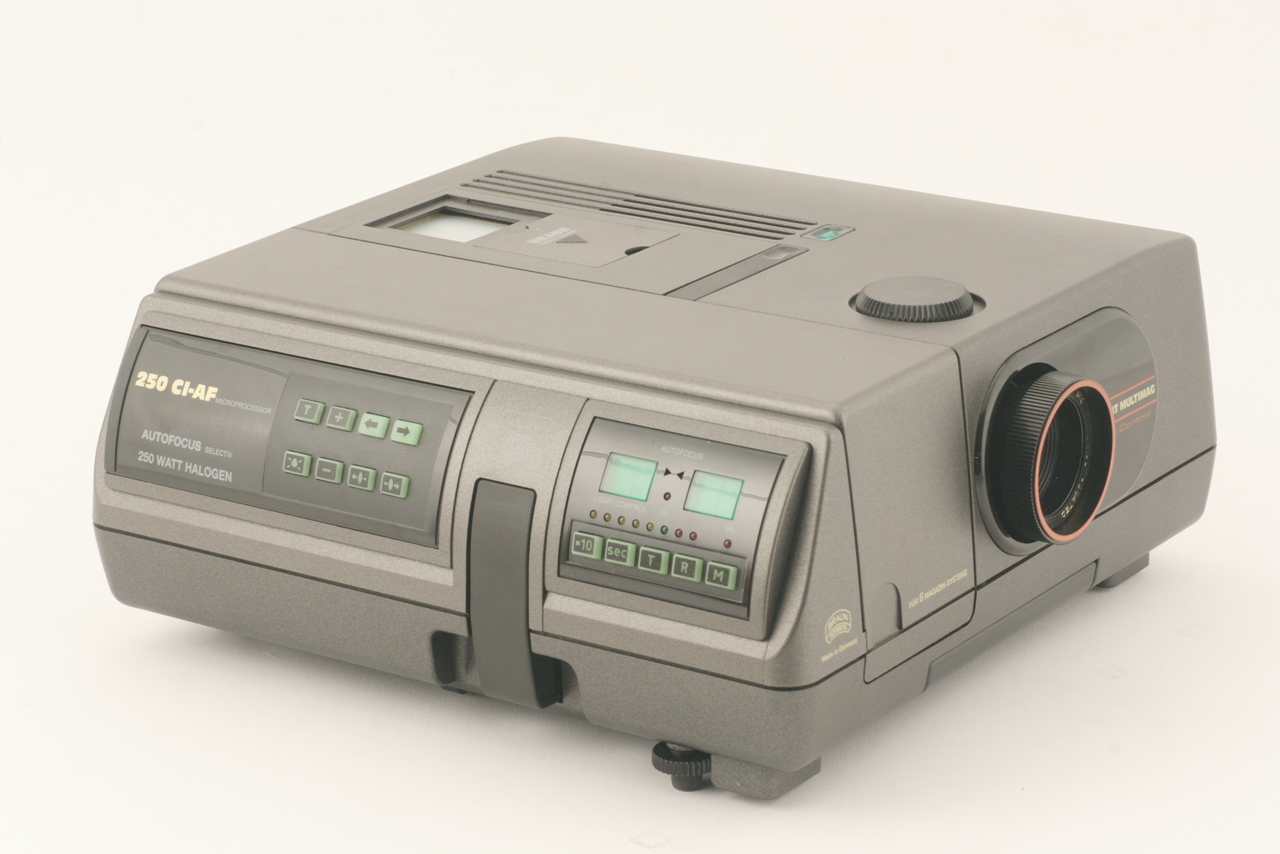
Proiettore di diapositive a caricamento lineare automatico

Queste apparecchiature erano molto diffuse fra gli anni cinquanta e gli anni novanta poiché consentivano di realizzare una forma di intrattenimento a livello familiare. Con essi era possibile condividere con parenti e amici la visione di immagini riprese con la macchina fotografica su pellicole invertibili.
Con l'avvento della fotografia digitale, le diapositive ed i proiettori di diapositive sono passati nel dimenticatoio a favore delle economiche stampe fotografiche, dello schermo dei computer, degli apparecchi televisivi e dei videoproiettori.

## Caratteristiche

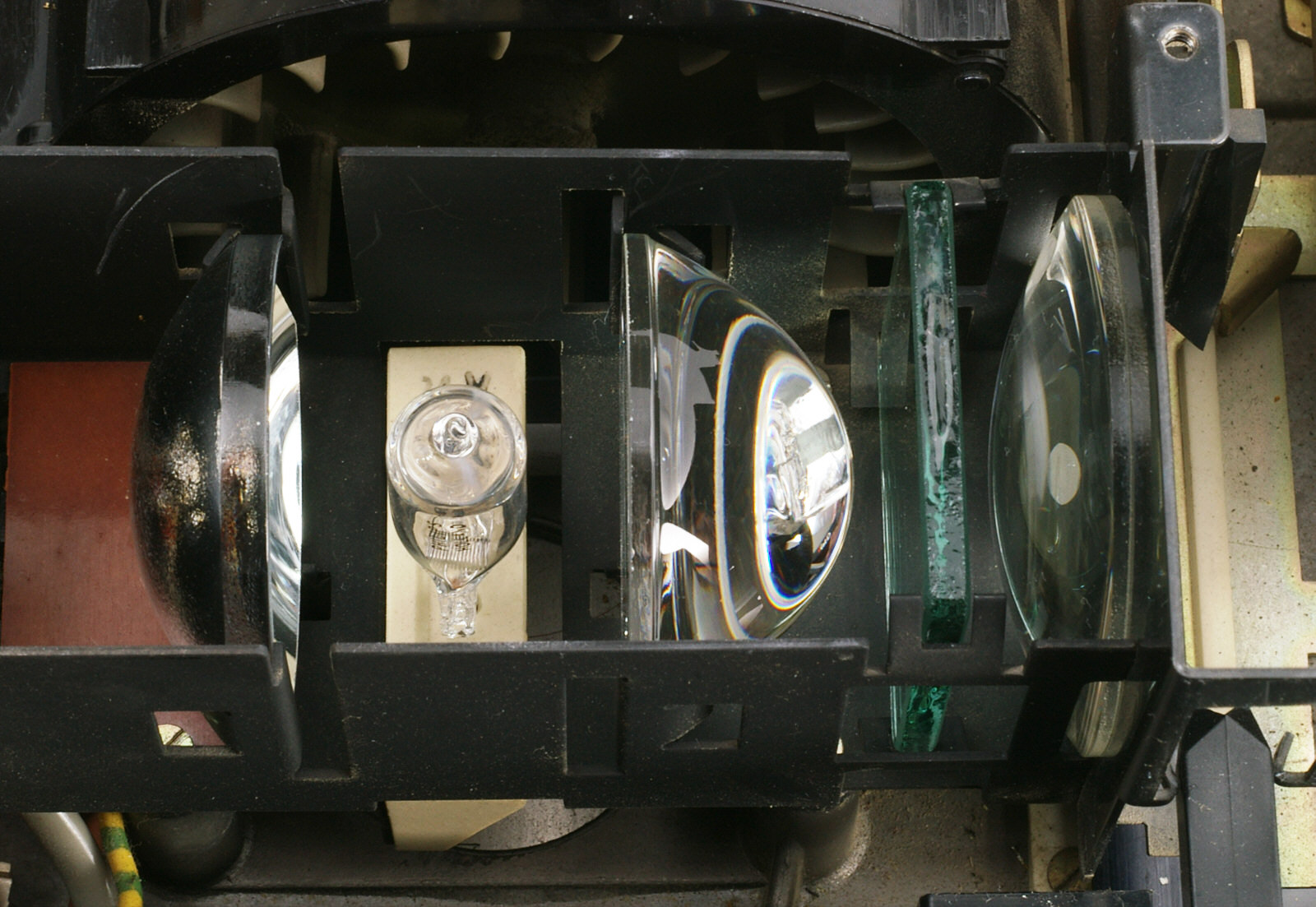
Sezione ottica di un proiettore di diapositive.

Un proiettore è costituito da quattro parti principali:
- lampada a incandescenza o altra fonte luminosa (normalmente raffreddata ad aria)
- riflettore e sistema di lenti (condensatore) per convogliare la luce sulla diapositiva,
- contenitore delle diapositive
- obiettivo di proiezione

Una lastra di vetro piana, necessaria per lo smaltimento del calore prodotto dalla lampada di proiezione, viene sistemata lungo il percorso del fascio luminoso, tra la lente di condensazione e la slitta porta diapositive, per evitare di danneggiare queste ultime. Questo vetro trasmette lunghezze d'onda visibili, ma assorbe gli infrarossi.
La luce passa attraverso le diapositive e l'obiettivo, e l'immagine risultante viene ingrandita e proiettata su uno schermo piano di proiezione, perpendicolare al fascio luminoso, in modo che il pubblico possa vedere il suo riflesso.
In alternativa, l'immagine può essere proiettata su uno schermo traslucido "retroproiezione", spesso utilizzato per la visualizzazione automatica in continuo o per la visione ravvicinata. Questa forma di proiezione evita anche che il pubblico possa interrompere il flusso di luce, gettando la sua ombra sulla proiezione, o le conseguenze di urti al proiettore.
I proiettori disponibili sul mercato includevano modelli con schede elettroniche di base, che permettevano funzioni come il cambio automatico delle diapositive, il controllo della presentazione mediante un telecomando cablato e un risicato sistema di messa a fuoco automatico.

## Tipi di proiettore
- Proiettore a carosello
- Proiettore a caricatore lineare
- Proiettore a doppio caricatore (consente la dissolvenza incrociata)
- Proiettore per singola diapositiva (manuale)
- Visore